# Bradu-Clocotici
Bradu-Clocotici – wieś w Rumunii, w okręgu Vâlcea, w gminie Racovița. W 2011 roku liczyła 229 mieszkańców.